# Séquia de Favara
La Séquia de Favara és una de les vuit séquies de l'Horta de València (País Valencià) sota la jurisdicció del Tribunal de les Aigües de València. El seu origen està en el riu Túria, al terme municipal de Quart de Poblet. Rega les hortes i camps del marge dret de l'antic riu Túria dominats per aquesta séquia fins a la séquia de Rovella i els arrossars de l'Albufera de València. És una de les més antigues, ja hi ha un esment escrit que data del 1094.
El traçat de la Séquia va ser modificat molt seriosament per les obres del Pla Sud, nom que es va assignar a la Nova Llera del riu Túria, que va dividir pel mig les terres regades, i deixar unes al nord de la Nova Llera i la gran part al Sud. El seu origen actual està en l'assut del Repartiment, a Quart de Poblet, on parteixen dos brancs principals de la Séquia.
L'assut de la presa històrica és l'únic que està desaparegut amb la construcció de la Nova Llera, i se situava aproximadament on està ara el camp de tir de Quart, al costat de la mota esquerra de separació entre la nova i la vella llera del Túria; els enderrocs acumulats en la vella llera en aquest punt mantenen al vell assut soterrat sota tones de materials des de l'acabament de les obres en 1970. Tot i això, va ser declarat com Bé d'Interès Cultural el 7 d'octubre de 2004, per la qual cosa la seua situació actual (sota terra) possibilita la seua preservació íntegra per al futur.

## Branc esquerre
El branc esquerre creua en sifó sota el Pla Sud i creua la Partida de l'Alitrà de Quart i la Partida del Quint de Mislata, on discorre pel seu traçat històric; és probablement l'única zona regable que queda d'aquesta séquia per aquesta part. Continua soterrada pel que ara és el Camí de Favara, al costat del Parc de la Canaleta de Mislata, gira cap al sud pel carrer Pare Llansol i cap a l'est per a passar per la paret nord de la Paperera Payà, on és visible al descobert encara.
Se soterra de nou en arribar al carrer de la Democràcia (antic Castán Tobeñas) i continua pel carrer Brasil i l'avinguda Pérez Galdós fins a girar cap al sud pel carrer Llorca. Aproximadament en l'encreuament de Conca amb Mossén Fenollar, es divideix en dos braços, un cap a l'est i el principal cap al sud. El curs principal continua paral·lel a l'avingusa de Gaspar Aguilar, per a eixir de nou a la zona de Patraix, on encara resten uns camps a la part del darrere de l'Hospital Doctor Peset. Se soterra de nou per a creuar la Ronda Sud i passa per davant del Cementeri de València i per sota del Tanatori fins a arribar al Pla Sud, on acaba el seu recorregut per l'esquerra.
El braç que es dirigeix cap a la mar, creua sota les vies de l'Estació del Nord, i continua soterrada pel barri de Malilla, donant reg a les parcel·les compreses entre les vies de RENFE i la V-30, al sud del barri. Contínua el seu recorregut cap al sud per l'Av. Ausiàs March des de Peris i Valero fins a la rotonda dels hams, on gira cap a la mar en direcció a l'Avinguda Gisbert Rico fins a arribar al carrer Amado Granell. Acaba el seu traçat a la zona d'En Corts, vessant els seus cabals sobre la séquia de Rovella para donar el reg a la zona de Francs i Marjals compresa entre la Ronda Sud i les vies de RENFE, en la partida d'En Corts.
Històricament, els braços per l'esquerra també tenien com missió donar servei de clavegueram als barris extramurs de la ciutat de València, arrossegant les aigües negres i fent-les servir per a reg dels camps de Malilla i Font de Sant Lluís. És probable que en el traçat subterrani encara hi hagen connexions d'aigües residuals.

## Branc dret

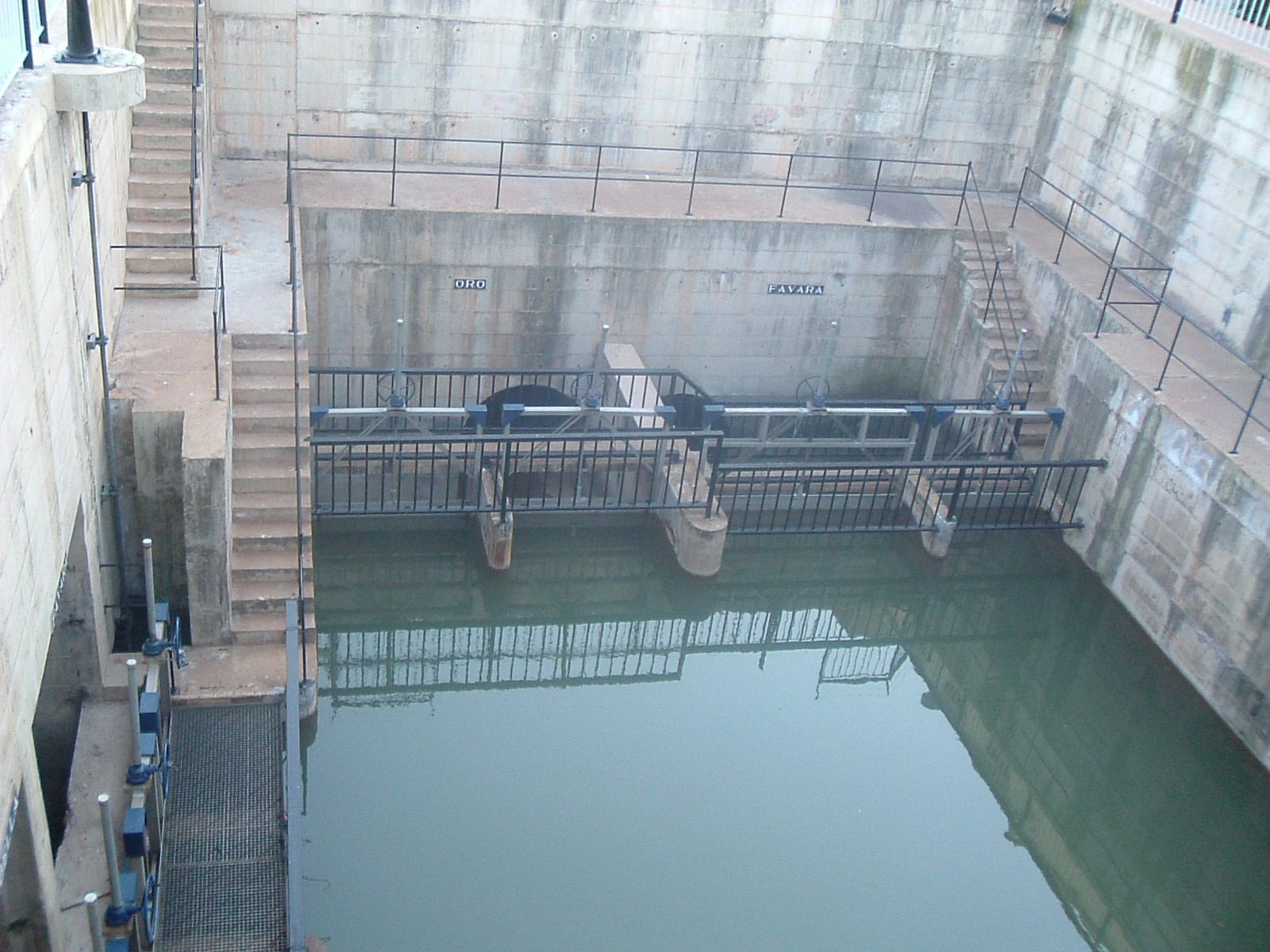
Presa del marge dret de la séquia de Favara

El branc dret parteix de l'Assut del Repartiment i discorre al costat de la V-30 pel marge dret. Al passar al costat de la depuradora de Quart-Benàger se li aporten cabals provinents de les aigües depurades, i contínua el seu recorregut fins a arribar a l'Alqueria Nova, on se li poden aportar també cabals procedents de la depuradora de Pinedo. Aquí recupera la seua llera el traçat tradicional, girant cap al sud quan creua el camí vell de Picassent, començant la seua àmplia zona regable, d'hortes i arbrats, per termes d'Alfafar, Benetússer, Massanassa i Catarroja, fins a arribar als arrossars de l'Albufera.
A l'altura del barranc de Catarroja rep els sobrants que procedeixen de Quart-Benàger. La seua zona regable acaba pel sud en el barranc d'Albal, on comença la de la Séquia Reial del Xúquer.

## Llibre dels actes
El Llibre dels actes, provisions e ajusts de la séquia de Favara és un dels primers documents relacionats amb l'ús de les aigües a l'Horta de València. Es tracta d'un recull de les reunions i els acords de la Junta de Govern de la Séquia entre 1493 i 1521, on hi ha documents d'elecció de càrrecs (síndics, sequiers, veedors, etc.), manteniment i reparacions o un corpus de sentències, entre d'altres.
El llibre consta de quatre parts: inventari de la Séquia (tot copiant, al seu torn, dos inventaris anteriors, de 1362 i 1372), ordenances aprovades per la Comunitat de Regants el 1446, actes de les reunions en el període indicat en el paràgraf anterior, i finalment, el corpus de sentències del sequier de Favara.